# الملعب الأولمبي (موسكو)
الملعب الأوليمبي بموسكو (بالروسية: Олимпийский стадион)، هو ملعب موجود بالعاصمة الروسية موسكو، تم إقامة بطولات دولية كثيرة علي أرضه مثل كأس العالم لكرة السلة للنساء 1986 والألعاب الأولمبية الصيفية 1980.

## الأحداث

### رياضية
- كأس ديفيز وكأس الكرملين
- الدوري الأوروبي لكرة السلة (2005)
- بطولة العالم للملاكمة السوبر (17/18) بين الملاكم مراد جاسييف والملاكم أولكسندر أوسيك

### الحفلات الموسيقية
- مسابقة الأغنية الأوروبية لعام 2009
- حفلات كثيرة لأشهر المغنيين في العالم مثل 30 سكوندز تو مارس، بيونسيه، بريتني سبيرز، بلاك سابث، ديبيتش مود، إنريكيه إغليسياس، جورج مايكل، ويتني هيوستن، إماجن دراجونس.

## وصلات خارجية
- الموقع الرسمي للملعب